# Dragon's Egg
Dragon's Egg (Oul Dragonului) este un roman științifico-fantastic din 1980 de Robert L. Forward. În poveste, Dragon's Egg este o  stea neutronică cu o gravitație la suprafață de 67 de miliarde de ori mai mare decât cea a Pământului și locuită de cheela, creaturi inteligente de dimensiunea unei semințe de susan care trăiesc, gândesc și se dezvoltă de un milion de ori mai rapid decât oamenii. Cea mai mare parte a romanului, din mai până în iunie 2050, prezintă cronici ale civilizației cheela începând cu descoperirea agriculturii și atingerea tehnologiei avansate și primul contact  al acestora cu oamenii care observă evoluția hiper-rapidă a civilizației cheela de pe orbită în jurul stelei.
Romanul este privit ca un punct de reper în ficțiunea științifică. Așa cum este tipic genului hard science fiction, Dragon's Egg încearcă să comunice idei nefamiliare și scene imaginative acordând în același timp o atenție adecvată principiilor științifice cunoscute implicate.
Povestea romanului este continuată în Starquake (1985).
A primit în 1981 primul Premiu Locus pentru cel mai bun roman - debut.